# Перехідний уряд Сирії
Після падіння Сирії та вигнання колишнього президента Башара аль-Асада сирійська опозиція встановила в Дамаску перехідний уряд Сирії (араб. حكومة تصريف الأعمال السورية, латиніз. Ḥukūmat Taṣrīf al-Aʿmāl as-Sūriyyah). 8 грудня 2024 року, через кілька годин після перемоги опозиції, Мухаммад Газі аль-Джалалі, прем'єр-міністр Сирії, який залишив свою посаду, погодився очолити перехідний уряд як виконувач обов'язків. Наступного дня він передав владу Мухаммаду аль-Баширу, прем'єр-міністру Уряду порятунку Сирії.
10 грудня було оголошено, що тимчасова адміністрація триватиме до 1 березня 2025 року, а всі міністри з Уряду порятунку Сирії займуть ті самі посади в новому перехідному уряді.

## Формування
Абу Мохаммад аль-Джулані, лідер Уряду порятунку Сирії, заявив у Telegram, що сирійські державні установи не будуть негайно захоплені силою, а замість цього тимчасово утримуватимуться прем'єр-міністром Сирії Мохаммадом Газі аль-Джалалі допоки повний політичний перехід не буде завершено. У відео в соціальних мережах аль-Джалалі оголосив, що планує залишитися в Дамаску та співпрацювати з сирійським народом, водночас висловивши надію, що Сирія зможе стати «нормальною країною» та розпочне дипломатичні відносини з іншими країнами. Аль-Джалалі також висловив готовність «протягнути руку» опозиції.
Хаді аль-Бахра, президент Національної коаліції сирійських революційних і опозиційних сил, заявив, що 18-місячний перехідний період необхідний для встановлення «безпечної, нейтральної та спокійної обстановки» для вільних виборів. Цей період включає шість місяців для розробки нової конституції. Цей перехід, за словами аль-Бахри, має відбуватися відповідно до резолюції 2254 Ради безпеки ООН.
Прем'єр-міністру уряду порятунку Сирії Мохаммеду аль-Баширу 9 грудня було доручено сформувати новий уряд Сирії протягом перехідного періоду. Він обійматиме цю посаду до 1 березня 2025 року. Міністри уряду порятунку Сирії продовжуватимуть виконувати свої обов'язки в перехідному уряді.

## Члени
| Офіс                                            | Діючий                     | Оскільки         |
| ----------------------------------------------- | -------------------------- | ---------------- |
| Прем'єр-міністр                                 | Мохаммед аль-Башир         | 10 грудня 2024 р |
| Міністр внутрішніх справ                        | Мохаммад Абдул Рахман      | 10 грудня 2024 р |
| Міністр юстиції                                 | Шаді аль-Ваїсі             | 10 грудня 2024 р |
| Міністр економіки                               | Безіл Абдул Азіз           | 10 грудня 2024 р |
| Міністр сільського господарства та іригації     | Мохаммад аль-Ахмад         | 10 грудня 2024 р |
| Міністр інформації                              | Мохаммад аль-Омар          | 10 грудня 2024 р |
| Міністр авкафів (релігійних фондів).            | Хусам Хадж Хусейн          | 10 грудня 2024 р |
| Міністр охорони здоров'я                        | Мазен Духан                | 10 грудня 2024 р |
| Міністр освіти                                  | Назір аль-Кадрі            | 10 грудня 2024 р |
| Міністр вищої освіти                            | Абдель Монейм Абдель Хафез | 10 грудня 2024 р |
| Міністр розвитку                                | Фаді аль-Касем             | 10 грудня 2024 р |
| Міністерство місцевої адміністрації та екології | Мохамед Муслім             | 10 грудня 2024 р |